# Lissodema minutum
Lissodema minutum es una especie de coleóptero de la familia Salpingidae.

## Distribución geográfica
Habita en Japón.